# Blood, Tears & Gold
„Blood, Tears & Gold” – to utwór brytyjskiego synth popowego zespołu Hurts. Wydany został 7 października 2011 roku przez wytwórnię płytową Major Label jako siódmy singel zespołu z ich debiutanckiego albumu studyjnego, zatytułowanego Happiness. Twórcami tekstu są Hurts, The Nexus i David Sneddon, zaś jego producentami są Hurts, Jonas Quant oraz The Nexus. Do singla nakręcono także teledysk, a jego reżyserią zajęli się Hurts. „Blood, Tears & Gold” zadebiutował na 45. pozycji na liście przebojów w Austrii. 

## Pozycje na listach przebojów
| Kraj       | Lista (2011)    | Pozycja |
| ---------- | --------------- | ------- |
| Austria    | Singles Top 75  | 45      |
| Niemcy     | Top 100 Singles | 39      |
| Szwajcaria | Singles Top 75  | 54      |